# Каменомостская, Сусанна Львовна
Суса́нна Льво́вна Каменомо́стская (род. 24 декабря 1930, Москва) — советский и израильский математик, специалист по теории параболических дифференциальных уравнений в частных производных и смежным задачам математической физики. В 1958 году представила первое доказательство многомерной задачи Стефана (спустя два года обобщённое Ольгой Олейник).
С 1976 года публикуется под именем Шошана Камин (англ. Shoshana Kamin).

## Биография
Родилась в Москве в семье авиаинженера, доктора технических наук (1952) Льва Самуиловича Каменомостского (1904—1962) и Хавы Михайловны Эйдельман (1898—1983), в 1920—1928 годах актрисы театра «Габима».
Окончила механико-математический факультет МГУ в 1953 году, однокурсником был её будущий муж, в будущем — академик РАН Самвел Григорян. Там же в 1958 году защитила кандидатскую диссертацию «Некоторые задачи для уравнений параболического типа с неизвестной границей» под руководством Ольги Олейник. С 1954 года — научный сотрудник математического отдела Института химической физики Академии наук СССР.
В начале 1971 года с двумя сыновьями покинула Советский Союз и переехала в Израиль. Получила должность профессора кафедры теоретической математики Тель-Авивского университета, по состоянию на 2025 год — профессор-эмерит школы математических наук факультета точных наук Тель-Авивского университета.

## Избранная библиография
- С. Л. Каменомостская. О задаче Стефана // Математический сборник. — 1961. — Т. 95, № 4. — С. 489–514.
- S. L. Kamenomostskaya. The asymptotic behaviour of the solution of the filtration equation // Israel Journal of Mathematics. — 1973. — Т. 14, № 1. — С. 76–87. — doi:10.1007/BF02761536. — Zbl 0254.35054.
- Sh. Kamin. Similar solutions and the asymptotics of filtration equations (англ.) // Archive for Rational Mechanics and Analysis. — 1976. — Vol. 60, no. 2. — P. 171–183. — doi:10.1007/BF00250678. — Zbl 0336.76036.
- D. Eidus, Sh. Kamin. The filtration equation in a class of functions decreasing at infinity (англ.) // Proc. Am. Math. Soc.. — 1994. — Vol. 120, no. 3. — P. 825—830. — Zbl 0791.35065.
- Sh. Kamin, M. A. Pozio, A. Tesei. Admissible conditions for parabolic equations degenerating at infinity // Алгебра и анализ. — 2007. — Т. 19, № 2. — С. 105–121.
- Sh. Kamin, F. Punzo. Dirichlet conditions at infinity for parabolic and elliptic equations (англ.) // Nonlinear Anal., Theory Methods Appl., Ser. A, Theory Methods. — 2016. — Vol. 138. — P. 156—175. — Zbl 1386.35181.